# Orthosia miniosa
Orthosia miniosa là một loài bướm đêm thuộc họ Noctuoidea. Nó được tìm thấy ở châu Âu.
Sải cánh dài 31–36 mm. Chiều dài cánh trước là 15–17 mm. Con trưởng thành bay làm một đợt from the end of tháng 3 to giữa tháng 5 .
Ấu trùng ăn various trees và shrubs, mainly oak.

## Hình ảnh

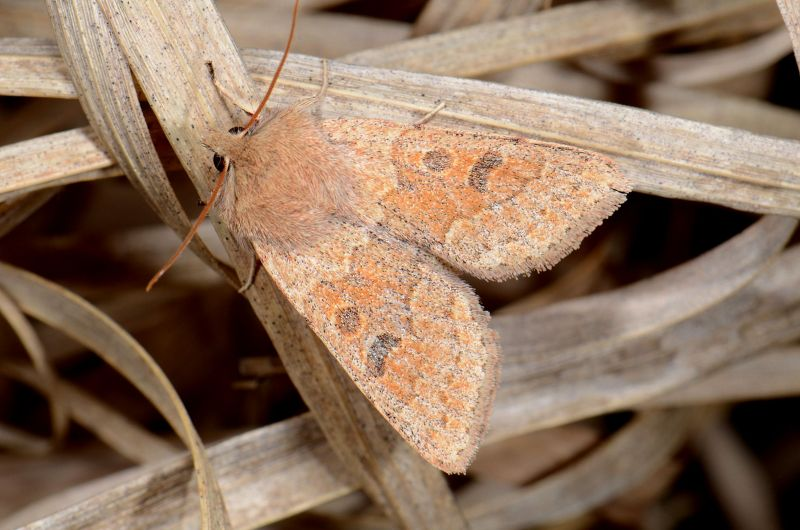
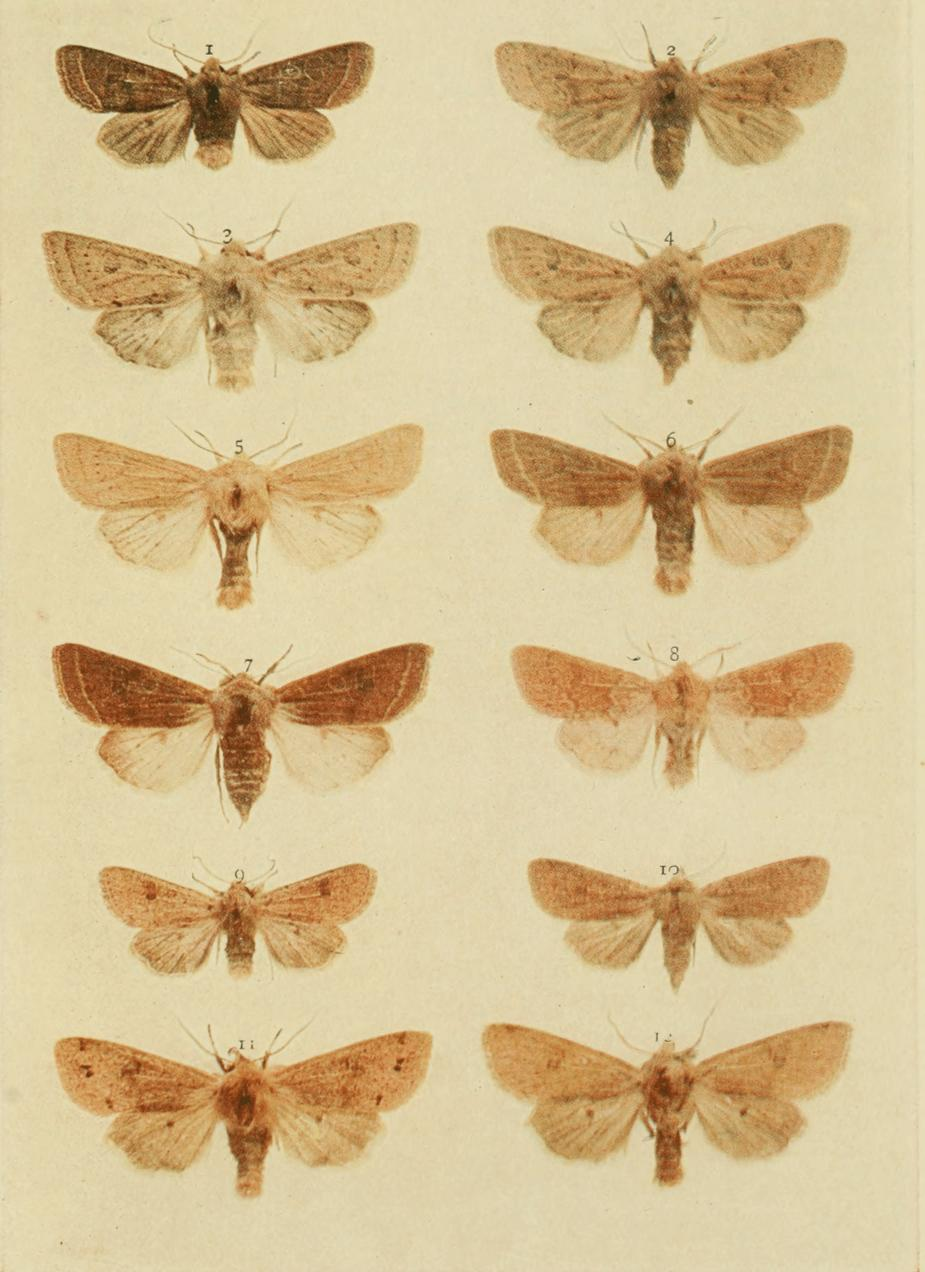